# Кинеска Совјетска Република
Кинеска Совјетска Република  је била држава унутар Републике Кине, коју су 7. новембра 1931. прогласили лидери Комунистичке партије Кине Мао Цедунг и Џу Де у раним фазама Кинеског грађанског рата. Неповезане територије Совјетске Републике обухватале су 18 покрајина и 4 округа под контролом комуниста. Влада КСР се налазила на њеној највећој територији, совјету Ђангси. Због значаја совјета Ђангси у раној историји КСР, назив „совјет Ђангси“ се понекад користи за означавање КСР у целини. Остали совјети КСР укључивали су североисточни Ђангси, Хунан-Ђангси, Хунан-Хубеј-Ђангси, Хунан-Западни Хубеј, Хунан-Хубеј-Сечуан-Гуиџоу, Ејуван, Шанси-Гансу, Сечуан-Шанси и Хаифенг-Луфенг.
Мао Цедунг је био и председник државе и пртедседник владе КСР. Маов мандат на челу „мале државе у држави“ дао му је искуство у мобилном рату и сељачком организовању, што му је помогло да одведе кинеске комунисте до победе 1949. године.
Кампање опкољавања које је покренуо Куоминтанг 1934. приморале су КПК да напусти већину Совјета у јужној Кини. КПК (укључујући руководство КСР) је кренула на Дуги марш од јужне Кине до совјета Јанан, где је крња КСР наставила да постоји. Сложена серија догађаја 1936. кулминирала је инцидентом у Сијану, у којем је Чанг Кај Шек киднапован и приморан да преговара са КПК. КПК је понудила да укине КСР и стави кинеску Црвену армију под (номиналну) команду Куоминтанга у замену за аутономију и савез против Јапана. Ови преговори су били успешни и на крају су довели до стварања Другог уједињеног фронта. КСР је званично распуштена 22. септембра 1937, а Јанан Совјет је званично реконституисан као гранични региони Шан-Ган-Нинг и Јин-Ча-Ји.

## Историјат

### Позадина
Током Првог уједињеног фронта између Комунистичке партије и Куоминтанга, две странке су кренуле у Северну експедицију у настојању да уједине Кину под једном владом.  Године 1927. КМТ је разбио Уједињени фронт шангајским масакром. и насилно потиснули комунисте.  Комунисти као и неколико њима лојалних војних јединица побегли су из урбаних подручја на село, где су основали Кинеску радничко-сељачку Црвену армију за вођење грађанског рата. Велика група у јужној Кини предвођена Мао Цедунгом успоставила је базу у удаљеним планинама Ђинганг. Противпобуњеничка кампања Куоминтанга приморала је Маоа и његову групу да се поново преселе, и они су се преселили у погранични регион између провинција Ђијанси и Фуђијан.
У међувремену, комунисти из других области Кине пратили су сличан образац повлачења на село. Да би обновио снагу партије, 6. национални конгрес је наредио тим сеоским кадровима да организују совјетске владе. Почевши од 1929. године, совјети су почели да се појављују у изолованим регионима широм земље, укључујући рурални Гуангси, пограничну област Ејуван и пограничну област Ксиангеган. Маова група је основала совјет Ђангси, који је постао највећи и најбоље вођен совјет захваљујући броју комунистичких кадрова из целе земље који су тамо нашли уточиште. Иако је Централни комитет Комунистичке партије још увек вио у илегали у Шангају током овог периода, центар политичке гравитације је почео да се помера ка Маоу у Ђангсију.

### Успостављање и раст
Комунистичка партија је 1931. одлучила да консолидује ове изоловане базне области у јединствену државу, Кинеску Совјетску Републику.  Дана 7. новембра 1931. (на годишњицу руске Октобарске револуције 1917) одржана је Национална совјетска народна делегатска конференција у Чуићину, главном граду Совјета Ђангси. Конференција је одржала званичну церемонију отварања КСР, која је укључивала војну параду. Треба напоменути да је комуникација између удаљених совјета била толико слаба (због њихове изолације и интензивног притиска Куоминтанга) да други по величини совјет, у Ејувану, није успео да пошаље делегате. Уместо тога, одржали су сопствену конференцију.
Са Мао Цедунгом као шефом државе ('Председавајући Централног извршног комитета') и шефом владе ('Председавајући Совјета Народних комесара'), КСР се постепено ширила. КСР је достигла свој врхунац 1933. године.  Управљао је популацијом која је премашила 3,4 милиона на подручју од приближно 70.000 квадратних километара (иако изоловани совјети никада нису били повезани у један суседни део територије).

### Кампање окруживања
Национална револуционарна армија је спровела низ кампања против различитих совјета КСР познатих као „кампање опкољавања“. Совјет Ђангси је преживео прву, другу и трећу кампању опкољавања захваљујући употреби флексибилне герилске тактике. Међутим, након треће кампање против опкољавања, Маоа је заменио Ванг Минг, кинески комуниста који се вратио из Совјетског Савеза. Кинеском Црвеном армијом командовао је комитет од три члана, у који су били сарадници Ванг Минга Ото Браун (војни саветник из Коминтерне), Бо Гу и Џоу Енлај. КСР је тада почела да доживљава нагли пад, због своје екстремно левичарске управе и неспособне војне команде. Ново руководство није могло да се ослободи Маовог утицаја (који се наставио током четврте кампање опкољавања), који је привремено штитио комунисте. Међутим, због доминације новог комунистичког руководства након четвртог похода против опкољавања, Црвена армија је скоро преполовљена. Већина опреме је изгубљена током Чангове пете кампање опкољавања; ово је почело 1933. године и оркестрирано од стране Чангових новоангажованих немачких нацистичких саветника који су развили стратегију изградње утврђених блокова за унапређење опкољавања.
Ово је било ефикасно; у настојању да разбије блокаду, Црвена армија је много пута опседала тврђаве, трпећи велике губитке и само ограничен успех. Као резултат тога, КСР се значајно смањила због људства и материјалних губитака кинеске Црвене армије.

### Дуги марш
Пошто совјет Ђангси није могао да се одржи, Стални комитет је именовао Боа (одговорног за политику), Брауна (одговорног за војну стратегију) и Џоуа (одговорног за спровођење војног планирања) да организују евакуацију. Комунисти су успели да успешно сакрију своје намере од националистичких снага које су опседале довољно дуго да изведу успешан пробој. Дана 16. октобра 1934. године, снаге од око 130.000 војника и цивила под Бо Гуом и Отом Брауном напале су линију положаја Куоминтанга код Јудуа. Више од 86.000 војника, 11.000 административног особља и хиљаде цивилних носача је заправо завршило пробој; преостали, углавном рањени или болесни војници, наставили су да се боре у акцији одлагања након што су главне снаге отишле, а затим су се распршили по селима. Након што је прошла кроз три од четири блока утврђења која су била потребна да побегне из Чанговог окружења, Црвену армију су коначно пресреле регуларне националистичке трупе и претрпела је велике губитке. Од 86.000 комуниста који су покушали да се пробију из Ђангсија са Првом Црвеном армијом, само 36.000 их је успешно побегло. Због ниског морала унутар Црвене армије у то време, није могуће знати колики је део ових губитака услед војних жртава, а који због дезертерства. Услови присилног повлачења Црвене армије деморалисали су неке комунистичке вође (нарочито Бо Гуа и Ото Брауна), али је Џоу остао миран и задржао команду.
Ово повлачење означило је почетак онога што ће постати познато као Дуги марш. Током наредне две године, комунистичке снаге су напустиле скоро све своје совјете у јужној Кини који су чинили језгро КСР. Преживели су се сакрили или су пратили Маоа до Јанана, где су се склонили у гранични регион Шан-Ган-Нинг.

### Распуштање
Кинеска совјетска република наставила је формално да постоји чак и након Дугог марша, пошто су комунисти још увек контролисали неке области као што је совјет Хубеј-Хенан-Шанси. Баоан је једно време био главни град све док комунистичка влада није премештена у совјет Јанан. Кинеска Совјетска Република је распуштена 22. септембра 1937. када је Комунистичка партија Кине објавила, у Другом уједињеном фронту, свој манифест о јединству са Куоминтангом. Други кинеско-јапански рат отпочео је тек пре неколико недеља. Комунистичка партија Кине је остала под де факто контролом Јанана, који је био њено упориште до краја рата са Јапаном.